# Royat
Royat là một xã thuộc tỉnh Puy-de-Dôme trong vùng Auvergne-Rhône-Alpes miền trung nước Pháp. Xã này nằm ở khu vực có độ cao trung bình 728 mét trên mực nước biển.
Từ thời La Mã cổ đại, các suối nước nóng ở đây đã khiến vùng này thành nơi nghỉ dưỡng.